# Dallara 190
Chronologie des modèles (1990)
Dallara 189 Dallara 191
La Dallara 190 est la monoplace de Formule 1 conçue par Dallara et engagée par la Scuderia Italia dans le cadre du championnat du monde de Formule 1 1990. Elle est pilotée par l'Italien Gianni Morbidelli, qui remplace son compatriote Emanuele Pirro, souffrant, pour les deux premières manches de la saison, et par l'Italien Andrea De Cesaris.

## Historique
La Dallara 190 est conçue par Gian Paolo Dallara et Christian Vanderpleyn. Elle se distingue par ses ressorts hélicoïdaux de très petits diamètres qui permettent de limiter la taille des échancrures ménagées sur l'auvent. Si l'objectif fixé est de faire mieux que la huitième place et les huit points obtenus au championnat des constructeurs en 1989, la 190 se révèle incapable de mener à bien cette mission, puisque sa fiabilité calamiteuse ne permet à ses pilotes de franchir l'arrivée qu'à sept reprises en trente-quatre engagements.
Pour le premier Grand Prix de la saison, disputé aux États-Unis, Gianni Morbidelli, pilote essayeur de la Scuderia Ferrari, remplace Emanuele Pirro, souffrant d'une hépatite. Le jeune pilote échoue à se qualifier tandis qu'Andrea De Cesaris réalise le troisième temps des qualifications, la meilleure performance de l'histoire de la Scuderia Italia dans cet exercice depuis la troisième place obtenue par Alex Caffi lors du Grand Prix du Canada 1989,,. Pour autant, l'Italien abandonne au vingt-cinquième tour de la course à la suite de la casse de son moteur V8 Ford-Cosworth. Malgré cette bonne prestation lors de la manche inaugurale, la 190 ne parvient plus à sortir du fond de grille pour le reste de la saison.
L'un des principaux faits marquants de la saison de la Scuderia Italia est la disqualification d'Andrea De Cesaris du Grand Prix de France, la septième manche du championnat : élancé depuis la vingt-et-unième place sur la grille de départ, il franchit l'arrivée, pour la deuxième fois seulement de la saison, en quinzième position, à deux tours du vainqueur Alain Prost (Ferrari). Son résultat est néanmoins annulé par les commissaires de course car sa monoplace n'atteint pas le poids réglementaire,.
À l'issue du championnat, la Scuderia Italia termine quinzième du championnat du monde des constructeurs, sans avoir marqué de point.

## Engagement auTrofeo Indoor di Formula 1
Les 8 et 9 décembre 1990, l'ER189B est engagée au Trofeo Indoor di Formula 1, une épreuve d'exhibition organisée en marge du Motor Show de Bologne, une exposition internationale reconnue par l'Organisation internationale des constructeurs automobiles qui se tient dans les salons de la foire de Bologne. Bien que l'épreuve soit baptisée indoor, la piste, d'une longueur de 1 300 mètres, est située à l'extérieur des locaux de l'exposition. Seules des écuries italiennes prennent part à la troisième édition de cette « compétition-spectacle » qui leur permet de se présenter devant leur public national et est un moyen pour les directeurs d'écurie de nouer des contacts avec d'éventuels partenaires financiers pour compléter leur budget pour la saison à venir.
La Scuderia Minardi engage une monoplace M190 confiée à l'Italien Gianni Morbidelli. Osella confie une FA1M-E à son titulaire Olivier Grouillard. La Scuderia Italia aligne son titulaire Jyrki Järvilehto sur Dallara 190. Coloni engage, sur la FC189C, le nouveau venu Pedro Chaves et Paolo Coloni, le fils d'Enzo Coloni, le propriétaire de l'écurie italienne. Eurobrun engage deux ER189B et fait appel à deux pilotes n'ayant jamais piloté en Formule 1, Andrea Montermini et Domenico Schiattarella.
La compétition comporte trois manches. Lors des quarts de finale, Jyrki Järvilehto est battu par Olivier Grouillard, mais est repêché pour disputer les demi-finales. Il est cependant éliminé par Gianni Morbidelli lors de cette manche.

## Résultats en championnat du monde de Formule 1
| Saison | Écurie              | Moteur               | Pneus   | Pilotes           | Courses | Courses | Courses | Courses | Courses | Courses | Courses | Courses | Courses | Courses | Courses | Courses | Courses | Courses | Courses | Courses | Points inscrits | Classement |
| Saison | Écurie              | Moteur               | Pneus   | Pilotes           | 1       | 2       | 3       | 4       | 5       | 6       | 7       | 8       | 9       | 10      | 11      | 12      | 13      | 14      | 15      | 16      | Points inscrits | Classement |
| ------ | ------------------- | -------------------- | ------- | ----------------- | ------- | ------- | ------- | ------- | ------- | ------- | ------- | ------- | ------- | ------- | ------- | ------- | ------- | ------- | ------- | ------- | --------------- | ---------- |
| 1990   | BMS Scuderia Italia | Ford-Cosworth DFR V8 | Pirelli |                   | USA     | BRÉ     | SMR     | MON     | CAN     | MEX     | FRA     | GBR     | ALL     | HON     | BEL     | ITA     | POR     | ESP     | JAP     | AUS     | 0               | 15e        |
| 1990   | BMS Scuderia Italia | Ford-Cosworth DFR V8 | Pirelli | Gianni Morbidelli | Nq      | 14e     |         |         |         |         |         |         |         |         |         |         |         |         |         |         | 0               | 15e        |
| 1990   | BMS Scuderia Italia | Ford-Cosworth DFR V8 | Pirelli | Emanuele Pirro    |         |         | Abd     | Abd     | Abd     | Abd     | Abd     | 11e     | Abd     | 10e     | Abd     | Abd     | 15e     | Abd     | Abd     | Abd     | 0               | 15e        |
| 1990   | BMS Scuderia Italia | Ford-Cosworth DFR V8 | Pirelli | Andrea De Cesaris | Abd     | Abd     | Abd     | Abd     | Abd     | 13e     | Dsq     | Abd     | Nq      | Abd     | Abd     | 10e     | Abd     | Abd     | Abd     | Abd     | 0               | 15e        |

Légende : ici 

## Résultats duTrofeo Indoor di Formula 1
|  | Quarts de finale | Quarts de finale       | Quarts de finale   |                    |                  | Demi-finales      | Demi-finales | Demi-finales |  |                  | Finale            | Finale | Finale    | Finale |
|  |                  |                        |                    |                    |                  |                   |              |              |  |                  |                   |        |           |        |
|  | Scuderia Minardi | Gianni Morbidelli      | vainqueur          |                    |                  |                   |              |              |  |                  |                   |        |           |        |
|  | Eurobrun Racing  | Domenico Schiattarella | éliminé            |                    |                  |                   |              |              |  |                  |                   |        |           |        |
|  | Eurobrun Racing  | Domenico Schiattarella | éliminé            |                    | Scuderia Minardi | Gianni Morbidelli | vainqueur    |              |  |                  |                   |        |           |        |
|  |                  |                        |                    |                    | Scuderia Minardi | Gianni Morbidelli | vainqueur    |              |  |                  |                   |        |           |        |
|  |                  | Scuderia Italia        | Jyrki Järvilehto   | éliminé            |                  |                   |              |              |  |                  |                   |        |           |        |
|  | Scuderia Italia  | Scuderia Italia        | Jyrki Järvilehto   | éliminé            | Jyrki Järvilehto | repêché           |              |              |  |                  |                   |        |           |        |
|  | Scuderia Italia  |                        |                    |                    | Jyrki Järvilehto | repêché           |              |              |  |                  |                   |        |           |        |
|  | Osella           | Olivier Grouillard     | vainqueur          |                    |                  |                   |              |              |  |                  |                   |        |           |        |
|  | Osella           | Olivier Grouillard     | vainqueur          |                    |                  |                   |              |              |  | Scuderia Minardi | Gianni Morbidelli |        | vainqueur |        |
|  |                  |                        |                    |                    |                  |                   |              |              |  | Scuderia Minardi | Gianni Morbidelli |        | vainqueur |        |
|  |                  | Osella                 | Olivier Grouillard |                    | finaliste        |                   |              |              |  |                  |                   |        |           |        |
|  | Coloni           | Osella                 | Olivier Grouillard | Pedro Chaves       | finaliste        | vainqueur         |              |              |  |                  |                   |        |           |        |
|  | Coloni           |                        |                    | Pedro Chaves       |                  | vainqueur         |              |              |  |                  |                   |        |           |        |
|  | Eurobrun Racing  | Andrea Montermini      | forfait            |                    |                  |                   |              |              |  |                  |                   |        |           |        |
|  | Eurobrun Racing  | Andrea Montermini      | forfait            |                    | Coloni           | Pedro Chaves      | éliminé      |              |  |                  |                   |        |           |        |
|  |                  |                        |                    |                    | Coloni           | Pedro Chaves      | éliminé      |              |  |                  |                   |        |           |        |
|  |                  |                        | Osella             | Olivier Grouillard | vainqueur        |                   |              |              |  |                  |                   |        |           |        |
|  |                  |                        |                    | Olivier Grouillard | vainqueur        |                   |              |              |  |                  |                   |        |           |        |
|  |                  |                        |                    |                    |                  |                   |              |              |  |                  |                   |        |           |        |
|  |                  |                        |                    |                    |                  |                   |              |              |  |                  |                   |        |           |        |